# Равалпинди (округ)
Равалпинди (урду ضِلع راولپِنڈى‎, англ. Rawalpindi District) — один из 36 округов пакистанской провинции Пенджаб. Административный центр — город Равалпинди.

## География
Равалпинди граничит с округами Чаквал и Джелам на юге, с округом Атток на западе, с округами территории Азад Кашмир — Багх, Пунч, Судхнати, Котли и Мирпур на востоке, с Федеральной столичной территорией на севере.

## Техсилы
Равалпинди занимает площадь 5285 км² и разделен на семь техсилов:
- Гуджар-Хан
- Кахута
- Равалпинди
- Таксила
- Марри
- Каллар-Саидан
- Котли-Саттиан